# Tōko Koga
Tōko Koga (古賀 塔子?, Koga Tōko; Osaka, 6 gennaio 2006) è una calciatrice giapponese, difensore del Feyenoord e della nazionale giapponese.

## Carriera
Koga si avvicina al calcio già da giovanissima, quando era in prima elementare vedendo giocare il fratello maggiore, specializzandosi nel ruolo di difensore quando è stata selezionata alle scuole medie.
Durante la prima parte della carriera alterna l'attività agonistica per la squadra di calcio femminile del suo istituto scolastico giocando anche con il Grasion, club di Noda, sempre a livello giovanile.
Notata dagli osservatori della Federcalcio giapponese (JFA), la invitano a unirsi alla Academy di Fukushima, uno dei quattro organi della federazione incaricati di promuovere giovani talenti sul territorio nazionale. 

### Club
A Fukushima Koga viene ben presto inserita in rosa con la squadra dell'academy, la JFA Academy Fukushima regolarmente iscritta al campionato giapponese femminile di calcio, dalla stagione 2018, facendo il suo esordio in terza divisione il successivo campionato. Nel 2021, anno in cui la squadra si iscrive alla Nadeshiko League Division 2, realizza il suo primo gol da senior e a fine campionato festeggia con le compagne la vittoria nel torneo cadetto, tuttavia non essendo eleggibile, la squadra non può fare il salto di categoria. Koga resta legata all'academy altre due stagioni, sempre nel secondo livello di campionato, totalizzando 44 presenze con 3 reti, in campionato alle quali si aggiungono le 4 presenze in Coppa dell'Imperatrice.
Grazie a una partnership con il Feyenoord ha potuto svolgere uno stage con il club di Rotterdam. In quell'occasione Jessica Torny, l'allenatrice della squadra, decise di testarne le capacità facendola entrare in campo durante un'amichevole con le tedesche dell'Eintracht Francoforte. Grazie alle buone prestazioni espresse durante la partita, la società ha deciso di metterla sotto contratto fino al 30 giugno 2026.
Il 27 gennaio 2024 Koga ha fatto il suo esordio in Eredivisie, partendo da titolare nell'incontro casalingo di campionato perso 3-0 con il Twente.

### Nazionale
Nel settembre 2022 il tecnico federale Michihisa Kano, responsabile della selezione under 17, inserisce Koga tra le 21 giocatrici convocate per disputare la fase finale del Mondiale di India 2022 e dopo averla fatta debuttare da titolare nell'amichevole persa 2-1 con le pari età degli Stati Uniti del 3 ottobre, la impiega in tutti i quattro incontri del mondiale fino ai quarti di finale quando, battuta 2-1 dalla Spagna che poi si laureerà campione del mondo di categoria per la seconda volta, la elimina dal torneo.
Un anno dopo, in maggio, Kano, responsabile anche della under 19, la riconvoca nella squadra che partecipa all'edizione 2023 della Sud Ladies Cup, torneo a invito per nazionali giovanili femminili analogo al torneo Maurice Revello, manifestazione che la sua nazionale vince a punteggio pieno con tre vittorie su tre partite previste. Anche qui il tecnico la impiega in tutti i tre incontri disputati dalla sua nazionale dove Koga si distingue venendo inserita nella Best XI.
Un mese più tardi arriva la prima convocazione in nazionale maggiore, chiamata dal commissario tecnico Futoshi Ikeda nello stage di valutazione all'incontro di MS&AD Cup 2023 e che definirà anche la lista delle 23 giocatrici che disputeranno il Mondiale di Australia e Nuova Zelanda 2023.. Inserita in rosa per la partita di MS&AD Cup del 14 luglio con Panama, esordiente al mondiale e vinta 5-0 dal Giappone, in quell'occasione non scende in campo.
Sfumata l'occasione del mondiale, Ikeda la chiama per disputare il torneo femminile di calcio ai XIX Giochi asiatici, che sebbene noti anche come Giochi asiatici di Hangzhou 2022 vennero disputati un anno più tardi per le restrizioni dovute alla lotta alla diffusione della pandemia di COVID-19 in Cina. Debutta da titolare nel primo incontro del Giappone nel gruppo D della fase a gironi, il 22 settembre, giocando tutte le restanti cinque partite, siglando la rete che apre le marcature nella semifinale vinta 4-3 sulla Cina, sino alla finale vinta 4-1 sulla Corea del Nord che assegna alle Nadeshiko Japan la terza medaglia d'oro del torneo.
In seguito il ct giapponese continua a darle sempre più fiducia e intervallate da amichevoli tra fine 2023 e il 2024 viene convocata per le qualificazioni al torneo femminile di calcio delle Olimpiadi di Parigi 2024 e per l'edizione 2024 della SheBelieves Cup, per poi essere inserita tra le 18 ragazze in partenza per Parigi.

## Statistiche

### Presenze e reti nei club
Statistiche (parziali) aggiornate al 18 maggio 2024.
| Stagione        | Squadra         | Campionato      | Campionato | Campionato | Coppe nazionali | Coppe nazionali | Coppe nazionali | Coppe continentali | Coppe continentali | Coppe continentali | Altre coppe | Altre coppe | Altre coppe | Totale | Totale | Totale |
| Stagione        | Squadra         | Comp            | Pres       | Reti       | Comp            | Pres            | Reti            | Comp               | Pres               | Reti               | Comp        | Pres        | Reti        | Pres   | Reti   |        |
| --------------- | --------------- | --------------- | ---------- | ---------- | --------------- | --------------- | --------------- | ------------------ | ------------------ | ------------------ | ----------- | ----------- | ----------- | ------ | ------ | ------ |
| 2023-2024       | Feyenoord       | E               | 11         | 0          | CO              | 3               | 0               | -                  | -                  | -                  | -           | -           | -           | 14     | 0      |        |
| 2024-2025       | Feyenoord       | E               | -          | -          | CO              | -               | -               | -                  | -                  | -                  | -           | -           | -           | -      | -      |        |
| Totale carriera | Totale carriera | Totale carriera | .          | .          | -               | .               | .               | -                  | .                  | .                  | -           | .           | .           | .      | .      |        |

### Cronologia presenze e reti in nazionale
| Cronologia completa delle presenze e delle reti in nazionale ― Giappone | Cronologia completa delle presenze e delle reti in nazionale ― Giappone | Cronologia completa delle presenze e delle reti in nazionale ― Giappone | Cronologia completa delle presenze e delle reti in nazionale ― Giappone | Cronologia completa delle presenze e delle reti in nazionale ― Giappone | Cronologia completa delle presenze e delle reti in nazionale ― Giappone | Cronologia completa delle presenze e delle reti in nazionale ― Giappone | Cronologia completa delle presenze e delle reti in nazionale ― Giappone |
| Data                                                                    | Città                                                                   | In casa                                                                 | Risultato                                                               | Ospiti                                                                  | Competizione                                                            | Reti                                                                    | Note                                                                    |
| ----------------------------------------------------------------------- | ----------------------------------------------------------------------- | ----------------------------------------------------------------------- | ----------------------------------------------------------------------- | ----------------------------------------------------------------------- | ----------------------------------------------------------------------- | ----------------------------------------------------------------------- | ----------------------------------------------------------------------- |
| 22-9-2023                                                               | Wenzhou                                                                 | Giappone                                                                | 8 – 0                                                                   | Bangladesh                                                              | XIX Giochi asiatici                                                     | -                                                                       |                                                                         |
| 25-9-2023                                                               | Wenzhou                                                                 | Nepal                                                                   | 0 – 8                                                                   | Giappone                                                                | XIX Giochi asiatici                                                     | -                                                                       |                                                                         |
| 28-9-2023                                                               | Wenzhou                                                                 | Giappone                                                                | 7 – 0                                                                   | Vietnam                                                                 | XIX Giochi asiatici                                                     | -                                                                       |                                                                         |
| 30-9-2023                                                               | Wenzhou                                                                 | Giappone                                                                | 8 – 1                                                                   | Filippine                                                               | XIX Giochi asiatici                                                     | -                                                                       | 67’                                                                     |
| 3-10-2023                                                               | Hangzhou                                                                | Cina                                                                    | 3 – 4                                                                   | Giappone                                                                | XIX Giochi asiatici                                                     | 1                                                                       |                                                                         |
| 6-10-2023                                                               | Hangzhou                                                                | Giappone                                                                | 4 – 1                                                                   | Corea del Nord                                                          | XIX Giochi asiatici                                                     | -                                                                       |                                                                         |
| 30-11-2023                                                              | San Paolo                                                               | Brasile                                                                 | 4 – 3                                                                   | Giappone                                                                | Amichevole                                                              | -                                                                       | 29’ 46’                                                                 |
| 3-12-2023                                                               | San Paolo                                                               | Brasile                                                                 | 0 – 2                                                                   | Giappone                                                                | Amichevole                                                              | -                                                                       |                                                                         |
| 24-2-2024                                                               | Gedda                                                                   | Corea del Nord                                                          | 0 – 0                                                                   | Giappone                                                                | Qual. Olimpiadi 2024                                                    | -                                                                       |                                                                         |
| 28-2-2024                                                               | Tokyo                                                                   | Giappone                                                                | 2 – 1                                                                   | Corea del Nord                                                          | Qual. Olimpiadi 2024                                                    | -                                                                       |                                                                         |
| 6-4-2024                                                                | Atlanta                                                                 | Stati Uniti                                                             | 2 – 1                                                                   | Giappone                                                                | SheBelieves Cup 2024                                                    | -                                                                       | 46’                                                                     |
| 9-4-2024                                                                | Columbus                                                                | Giappone                                                                | 1 – 1                                                                   | Brasile                                                                 | SheBelieves Cup 2024                                                    | -                                                                       | 77’                                                                     |
| 31-5-2024                                                               | Murcia                                                                  | Giappone                                                                | 2 – 0                                                                   | Nuova Zelanda                                                           | Amichevole                                                              | 1                                                                       |                                                                         |
| 13-7-2024                                                               | Kanazawa                                                                | Giappone                                                                | 4 – 0                                                                   | Ghana                                                                   | Amichevole                                                              | -                                                                       | 74’                                                                     |
| 25-7-2024                                                               | Nantes                                                                  | Spagna                                                                  | 2 – 1                                                                   | Giappone                                                                | Olimpiadi 2024 - 1º turno                                               | -                                                                       |                                                                         |
| Totale                                                                  |                                                                         | Presenze                                                                | 15                                                                      |                                                                         | Reti                                                                    | 2                                                                       |                                                                         |

## Palmarès

### Club
- Campionato giapponese femminile di seconda categoria: 1

JFA Academy Fukushima: 2021

### Nazionale
- Giochi asiatici: 1

Hangzhou 2022
- SheBelieves Cup: 1

2025